# Gustav Lindh
Gustav Lindh (Västerås, 4 juni 1995) is een Zweedse acteur.

## Carrière
Als kind speelde Lindh amateurtoneel en op latere leeftijd ging hij naar de theateracademie in Malmö, waaraan hij in 2017 afstudeerde. Datzelfde jaar won hij een aan het Stockholm Film Festival gelieerde Rising Star Award. Tijdens zijn studietijd kreeg Lindh reeds een bijrol in de in 2015 verschenen film Cirkeln. Internationaal brak hij door met zijn acteerwerk in de film Dronningen (Queen of Hearts), waarvoor hij op het Hong Kong International Film Festival in 2019 werd uitgeroepen tot beste jonge, internationale acteur en waarmee hij in 2020 een Bodil won voor de beste mannelijke bijrol. Op het Berlin International Film Festival werd hij in 2021 uitgeroepen tot Shooting Star.

## Filmografie (selectie)
| Jaar        | Titel                                       | Rol              | Type productie | Opmerkingen     |
| ----------- | ------------------------------------------- | ---------------- | -------------- | --------------- |
| 2015        | Cirkeln                                     | Elias Malmgren   | Film           |                 |
| 2015 - 2017 | Jordskott                                   | Jörgen Olsson    | Televisieserie | 17 afleveringen |
| 2016        | Beck                                        | Morgan Vlasic    | Televisieserie | 1 aflevering    |
| 2016        | Springvloed                                 | Liam             | Televisieserie | 7 afleveringen  |
| 2018        | Maria Wern                                  | Markus Fållner   | Televisieserie | 2 afleveringen  |
| 2018        | Sthlm Rekviem                               | Max              | Televisieserie | 2 afleveringen  |
| 2019        | Dronningen (Queen of Hearts)                | Gustav           | Film           |                 |
| 2019 - 2020 | Älska mig (Love Me)                         | Aron             | Televisieserie | 12 afleveringen |
| 2020 - 2023 | Top Dog                                     | Nikola Maksumic  | Televisieserie | 13 afleveringen |
| 2020        | Retfærdighedens ryttere (Riders of Justice) | Bodashka         | Film           |                 |
| 2022        | Mörkt hjärta (The Dark Heart)               | Marcus Tingström | Televisieserie | 5 afleveringen  |
| 2023        | Bastarden                                   | Anton Eklund     | Film           |                 |